# Élections générales britanniques de 1715
Les élections générales britanniques de 1715 se sont déroulées en Grande-Bretagne du 22 janvier au 9 mars 1715. Ces élections sont remportées par le parti whig.

## Contexte
Les élections de 1715 ont pour objet la désignation des députés à la Chambre des communes du 5e Parlement de Grande-Bretagne suivant la fusion des Parlements d'Angleterre et d'Écosse de 1707. En octobre 1714, peu après que George Ier fut monté sur le trône, il renvoya le cabinet conservateur et le remplaça par un autre composé presque entièrement de whigs, partisan de la Maison de Hanovre. Aux élections de 1715, les Whigs obtinrent une majorité écrasante à la Chambre des communes, après quoi presque tous les conservateurs furent démis tant au niveau national que local, ce qui aboutit à une période de domination whig de près de cinquante ans au cours de laquelle les conservateurs furent presque entièrement exclus du pouvoir.

## Source
- (en) Cet article est partiellement ou en totalité issu de l’article de Wikipédia en anglais intitulé « 1715 British general election » (voir la liste des auteurs).